# Faca

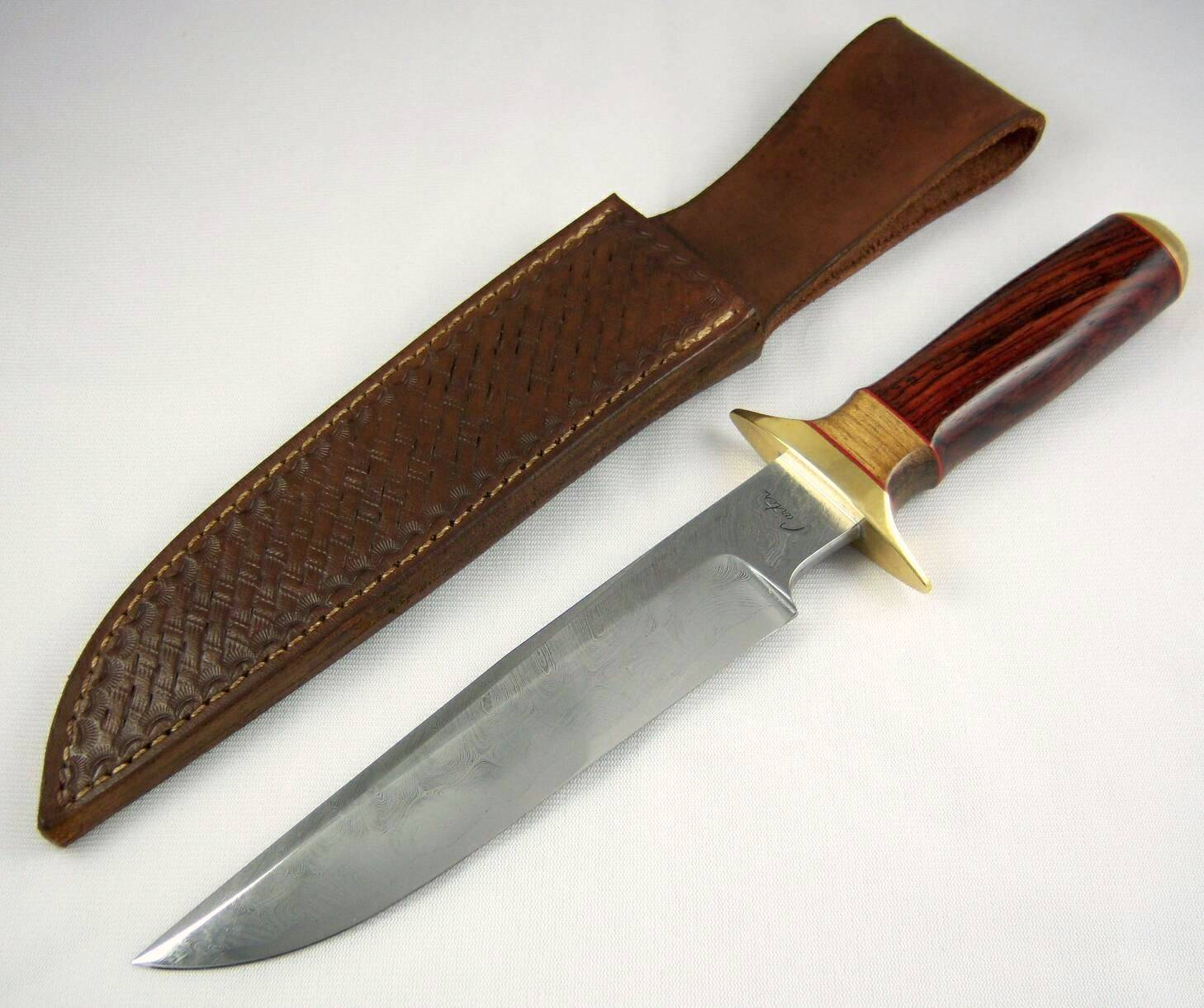
Uma faca Bowie de aço soldado com padrão

Faca é uma ferramenta ou arma com um fio cortante ou lâmina, geralmente presa a um cabo ou punho . Uma das primeiras ferramentas usadas pela humanidade, as facas surgiram há pelo menos 2,5 milhões de anos, como evidenciado pelas ferramentas olduvaienses. Originalmente feitas de madeira, osso e pedra (como sílex e obsidiana), ao longo dos séculos, em sintonia com as melhorias na metalurgia e na fabricação, as lâminas de faca foram feitas de cobre, bronze, ferro, aço, cerâmica e titânio. A maioria das facas modernas tem lâminas fixas ou dobráveis; os padrões e estilos das lâminas variam de acordo com o fabricante e o país de origem.
As facas podem servir a vários propósitos. Os caçadores usam uma faca de caça, os soldados usam a faca de combate, os escoteiros, os campistas e os caminhantes carregam um canivete; há facas de cozinha para preparar alimentos (a faca do chef, a faca de descascar, a faca de pão, o cutelo), faca de mesa (facas de manteiga e facas de bife), armas (punhais ou canivetes), facas para arremessar ou fazer malabarismos e facas para cerimônias religiosas ou exibição (o kirpan).

## Etimologia
A origem do vocábulo «faca» mantém-se obscura até à actualidade, sendo que a sua primeira abonação conhecida na língua portuguesa data de 1427.
Há autores que defendem que a origem da palavra esteja no latim, nomeadamente numa pretensa corruptela do étimo falcŭla (foice pequena), pese embora esta tese esteja em descrédito já desde meados do séc. XX.
De igual modo, a tese arabista, perfilhada por alguns autores espanhóis, como Frederico Corriente Córdoba, de que poderá provir do árabe medieval farkah, provindo do étimo farxah (navalha), embora se afigure mais credível do que a tese latinista, fraqueja na explicação quanto à evolução fonética até à pronuncia moderna, motivo pelo qual não tem conseguido convencer os estudiosos lusófonos.
A este rol junta-se ainda, também sem oferecer certezas de maior, uma terceira tese, advogada por autores como José Pedro Machado, de que origem etimológica de «faca» poderá ser pré-romana.

## História
As facas já existem desde a Idade da Pedra, sendo que na altura, a lâmina e a empunhadura formavam uma peça única e inteiriça, esculpida do mesmo bloco de pedra, distinguindo-se apenas, por vezes, por um revestimento no cabo, feito com tiras de couro ou fibras vegetais, por molde a oferecer maior aderência a quem o empunhasse.
Ulteriormente, a presença deste instrumento volta a confirmar-se desde a Idade do bronze (6,5 milhares de anos a.C.) na Ásia Menor. A importância do mais antigo dos talheres foi registrada pelo filósofo estoico Posidónio ao narrar um festim na Gália em 97 a.C. a sua dupla função, de cortar os alimentos e também levá-los à boca, foi sendo alterada com o advento do garfo, conforme Leo Moulin.
Ao longo da história humana, as facas foram produzidas das mais diferentes maneiras em várias sociedades, desde as pedras lascadas pelo homem primitivo, passando pelas facas produzidas a partir de pedaços de meteoritos ricos em ferro, até as facas produzidas nos dias de hoje pela indústria moderna.
O ápice do uso da faca como talher se deu entre o final da Idade Média e o Renascimento com os requintes da cutelaria na Itália, Alemanha, França e Espanha. No século XIV na França os Reis usavam facas conforme o calendário religioso anual: eram com cabos escuro em ébano durante a Quaresma e com cabos de ébano e marfim em Pentecostes.
Há duas versões opostas referentes às opiniões e determinações do Cardeal e Duque de Richelieu, ministro de Luís XIII referentes às facas: conforme Antoine de Furetière, autor do Dicionário Universal, o Cardeal instituiu nas refeições facas de ponta afiada para uso na limpeza dos dentes, enquanto que Norbert Elias, conforme citado por Renato Janine Ribeiro, defende que Richelieu proibiu essas facas mais passíveis de uso mais agressivo.
O Cardeal e Duque de Richelieu era um homem poderoso e respeitado, servindo de exemplo social. A aferição das versões contraditórias poderá ser realizada, verificando, na actualidade, quantas pessoas usam a faca de ponta afiada para uso na limpeza dos dentes e quantas mesas são postas com facas de ponta redonda e fio cortante quase nulo.

## Fabrico
De maneira geral, o atual processo de fabricação de uma faca consiste em modelar a lâmina, seja através do processo de forja ou de desbaste e aplicar um tratamento térmico conhecido como têmpera, que confere dureza ao fio da lâmina. A lâmina é, então, afiada e a sua espiga é, subsequentemente, encabada.

### Partes e características
1. Lâmina (conjunto dos itens 3 a 8)

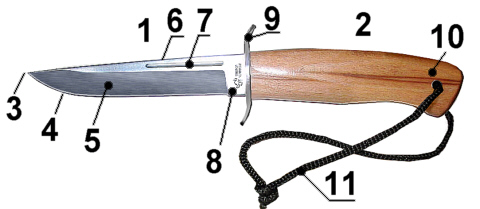
Partes de uma faca

2. Cabo ou empunhadura (conjunto dos itens 9 a 11)
3. Ponta ou ponteira
4. Fio ou gume
5. Desbaste (vazado ou bisel)
6. Dorso ou contra-fio
7. Mosca
8. Ricasso
9. Guarda
10. Pomo
11. Cordão ou Fiel

### História dos modos de fabrico
Nas facas da Idade da Pedra, a lâmina e a empunhadura formavam uma peça única e inteiriça, esculpida do mesmo bloco de pedra, distinguindo-se apenas, por vezes, por um revestimento no cabo, feito com tiras de couro ou fibras vegetais, por molde a oferecer maior aderência a quem o empunhasse.
O nascimento do punhal e, essencialmente, da espada durante a Idade do Cobre, marcou o primeiro passo, que se tomou rumo à diferenciação entre a lâmina e a empunhadura. É nesta altura que se começa a afigurar aos armeiros a necessidade de conceber uma empunhadura estável, fácil de asir pelo portador e, concomitantemente, capaz de comunicar à lâmina a força que aquele lhe pretender imprimir.
Deste modo, é só na Idade do Ferro, que surge a espiga ou espigão, o que consistia numa porção mais delgada do resto da lâmina, que era encastrada dentro do cabo.

## Tipos, tamanhos e formatos
Entre os diversos formatos e tipos de facas existentes, as mais conhecidas são: facas gaúchas, facas culinárias, facas táticas e de combate, facas de camping, facão de mato e as legendárias facas "bowie". Destacam-se ainda as facas utilitárias, termo usado genericamente para designar as facas que não se enquadram em um dos demais tipos com nomenclatura específica. Podem ser citados como exemplos de facas utilitárias as "skinner", usadas por caçadores para retirar a pele de animais.

### Facas culinárias

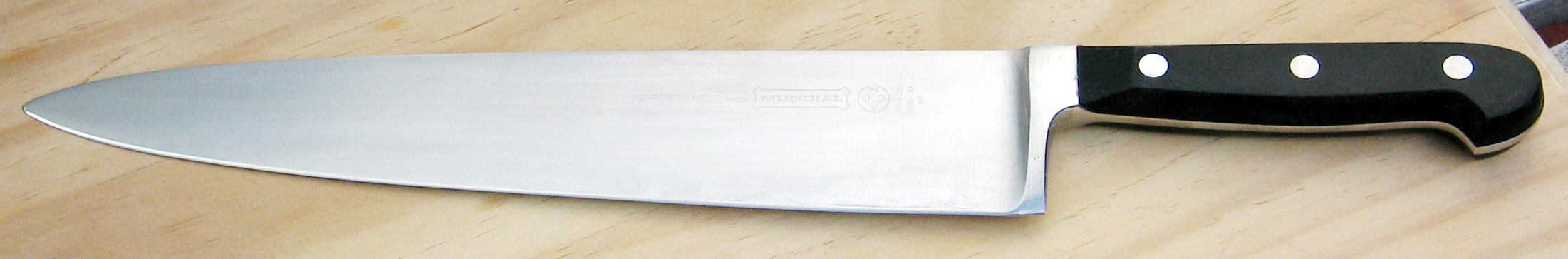
Faca padrão "Chef"

As facas culinárias têm como objetivo a chamada "découpage", ou seja trinchar, filetar, fatiar as carnes, aves, peixes, tarefa feita muitas vezes no salão dos restaurantes mais sofisticados, diante dos clientes. Os utensílios de melhor qualidade são as facas com cabo em material sintético e lâmina em aço inoxidável com liga cromo -molibdênio.
As facas culinárias apresentam os seguintes tipos principais, indicadas em ordem decrescente de tamanho médio de cada tipo:
- Faca de "chef" - Serve para quase tudo, lâmina longa (20 a 30 cm) e larga, ponta ligeiramente curva.
- Faca para filetar - Com pequenas ranhuras (alvéolos), longa, para cortar lâminas finas de presunto cru ou salmão.
- Faca para pão - Serrilhada e longa.
- Faca lisa - lâmina mais fina, para cortar peixes, frios, massas folhadas.
- Faca para desossa - para desossar carnes, aves, peixes, também descascar frutas e legumes, Lãmina longa, fina, pontiaguda.
- Faca para legumes - semelhante à do "chef", porém bem menor (10 a 12 cm).
- Faca para tornear - bem pequena, lâmina bem curva, para esculpir e tornear frutas ou vegetais.
- Acessórios:
  - Gancho trichador - como um garfo grande de 2 pontas, usado para fixar o que vai ser cortado.
  - Chaira - Afiador das lâminas, feita em metal bem mais duro e resistente do que as mesmas.

## Lâmina
A parte perfuro-cortante da faca, onde se encontra o gume, geralmente construída em aço e revestida pelo cabo numa das extremidades, permitindo a sua empunhadura segura. O formato da lâmina determina o tipo de faca e, em conjunto com a geometria transversal da lâmina (vazado ou desbaste), adequa a faca ao tipo de material a ser cortado e também a profundidade do corte a ser feito. Basicamente temos três tipos:
- a geometria do tipo "Hollow Ground", onde a superfície da lâmina é côncava, privilegiando cortes finos e superficiais, porém, com menos resistência a impactos;
- a geometria tipo "Flat Ground", onde a superfície da lâmina é reta, privilegiando cortes mais profundos e que confere maior resistência a impactos, tornando a lâmina ideal para tarefas pesadas;
- a geometria do tipo "Convex Ground", onde a superfície da lâmina é convexa, exatamente o oposto do tipo "Hollow Ground". Atualmente é o tipo menos usado, exatamente por não apresentar vantagens significativas em relação aos tipos anteriormente mencionados.

## Bainha
Proteção para o abrigo da lâmina, habitualmente executada em tecido, couro, madeira ou metal ou numa combinação desses materiais, também servindo para que uma faca possa ser portada e transportada com segurança. Normalmente, bainhas antigas em pele, tecido, couro ou madeira possuíam a ponteira e o bocal em metal para reforço. No Brasil, na Argentina e no Uruguai este tipo de bainha com ponteira e bocal geralmente em prata ou alpaca, quando confeccionada em couro, é popularmente conhecido como bainha "picanço" ou "picazo".

## Projeto de lei polêmico que criminaliza o porte
No ano de 2015, devido ao alto número de ocorrências de roubos com facas, o deputado Federal Eduardo Cunha prometeu levar à votação no plenário um projeto de lei que criminaliza o porte de armas brancas no Brasil.